# Stenocodia
Stenocodia là một chi bướm đêm thuộc họ Noctuidae.